# Tvorac mitova
Tvorac mitova je redovna epizoda strip serijala Marti Misterije premijerno objavljena u Srbiji u svesci #61 u izdanju Veselog četvrtka. Sveska je objavljena 27. januara 2022. Koštala je 490 din (4,1 €; 4,75 $). Imala je 170 strana.

## Originalna epizoda
Originalna epizoda pod nazivom L'inventore di miti objavljena je premijerno u #339 regularne edicije Marti Misterije koja je u Italiji u izdanju Bonelija izašla 11. juna 2015. Epizodu nacrtao Luiđi Kopola, a scenario napisao Beli Marko. Naslovnu stranu nacrtao Đankarlo Alesandrini. Koštala je 6,3 €.

## Kratak sadržaj
U Martijev apartman u ulici Vašington Mjuz 3 dolazi osoba koja se predstavlja kao Lester Ledžend. Predstavlja se kao tvorac mitova, uposlen od nepoznatog poslodavca da smišlja i širi nove verzije urbanih legendi (tipa krokodil u kanalizaciji itd.). Ledžend želi da se povuče iz posla, ali se plaši da se njegovom tajanstvenom poslodavcu to neće svideti. Od Martija traži da otkrije ko su njegovi poslodavci. Kada napusti Martijev stan, Ledženda udari automobil, nakon čega on pada u komu. Marti tek sada postaje zainteresovan za slučaj i počinje da istražuje ko je Lester Ledžend. 

## Prethodna i naredna sveska
Prethodna sveska nosila je naziv Leteći tanjir Karla Velikog (#60), a naredna Filozofsko drvo (#62).